# فرانچسکو تالیانی
فرانچسکو تالیانی (انگلیسی: Francesco Tagliani؛ زادهٔ ۲۹ ژانویهٔ ۱۹۱۴) بازیکن فوتبال اهل ایتالیا است.
از باشگاه‌هایی که در آن بازی کرده‌است می‌توان به باشگاه فوتبال اینتر میلان، باشگاه فوتبال تورینو، باشگاه فوتبال آتالانتا، و باشگاه فوتبال وارزه اشاره کرد.